# رندة علم
رندة علم ممثلة ومخرجة لبنانية.

## حياتها ومشوارها المهني
درست الإخراج في جامعة الروح القدس - الكسليك بدايتها كانت كممثلة في مسلسل من أحلى بيوت راس بيروت بدور «ريم» ، تابعت في مجال إخراج الأغاني المصورة لعدة فنانين أبرزهم نوال الزغبي نجوى كرم سيرين عبد النور، عملت كمساعد مخرج في فيلم بحر النجوم عام 2008، كما أخرجت مسلسل الديفا من بطولة سيرين عبد النور ومسلسل حادث قلب عام 2021 

### حياتها الأسرية
تزوجت من الدكتور «إيلي حبيقة» رزقت منه بولدين كايا لين وبيني ان 

## أعمالها

### فيديو كليب
- أخرجت العديد من الأغاني المصورة للكثير من النجوم ومنهم:-
- عبد الله رشاد
- ادم
- نوال الزغبي
- ميشلين خليفة
- أحلام
- نجوى كرم
- دينا حايك
- أنغام
- ميسم نحاس
- وائل جسار
- زياد برجي
- نيللي مقدسي
- هند البحرينية
- جنات

### تلفزيون
- (2021): حادث قلب (مسلسل)
- (2019):الديفا مخرج (مسلسل)
- (2021):شهر 10

### أفلام
- (2008): بحر النجوم مساعد مخرج (فيلم)

### في التمثيل
- (2000): من أحلى بيروت راس بيروت بدور «ريم»